# Minutemen
Minutemen va ser un grup estatunidenc de punk rock format a San Pedro l'any 1980. Compost pel guitarrista/vocalista D. Boon, el baixista/vocalista Mike Watt i el bateria George Hurley, va gravar quatre àlbums d'estudi i vuit EP abans de la mort de Boon en un accident de trànsit el 1985, fet que va comportar la seva dissolució.
Minutemen va influir en la comunitat punk de Califòrnia per la seva filosofia jamming econo: una sensació d'economia reflectida en les seves gires i cançons breus i ajustades, així com el seu estil eclèctic basat en el punk hardcore, el funk, el jazz i acid rock.

## Discografia

### Àlbums d'estudi
- The Punch Line (1981)
- What Makes a Man Start Fires? (1983)
- Double Nickels on the Dime (1984)
- 3-Way Tie (For Last) (1985)

### EP
- Paranoid Time (1980)
- Joy (1981)
- Bean-Spill (1982)
- Buzz or Howl Under the Influence of Heat (1983)
- Tour-Spiel (1984)
- Project: Mersh (1985)
- Minuteflag (1986)
- Georgeless (1993)
- Minutemen/Saccharine Trust Split (2011)

### Recopilacions
- The Politics of Time (1984)
- My First Bells (1985)
- Ballot Result (1987)
- Post-Mersh, Vol. 1 (1987)
- Post-Mersh, Vol. 2 (1987)
- Post-Mersh, Vol. 3 (1989)
- Introducing the Minutemen (1998)